# Přestupková imunita
Přestupková imunita je typ právní imunity, která dává určitým osobám či skupinám osob možnost vyhnout se běžnému přestupkovému řízení.

## Přestupek
Přestupek je v přestupkovém zákoně (č. 250/2016 Sb.) definován jako „společensky škodlivý protiprávní čin, který je v zákoně za přestupek výslovně označen a který vykazuje znaky stanovené zákonem, nejde-li o trestný čin“. Zákon ovšem také uvádí případy, ve kterých jednání jinak naplňující znaky přestupku právní odpovědnost nezaloží. Takovými okolnostmi vylučujícími protiprávnost jsou podobně jako v trestním právu krajní nouze, nutná obrana, svolení poškozeného, přípustné riziko a oprávněné použití zbraně.

## Přestupková imunita poslanců a senátorů
Imunitu lze obecně definovat jako pozitivně právní předpis, kterým se vyjímá určitá osoba nebo mnoho osob z platnosti určitých, jinak povšechně platných norem. Kupříkladu poslaneckou imunitu by pak bylo možno definovat jako vyjmutí členů Poslanecké sněmovny ČR z platnosti obecně platících norem.
Procesní imunita (též také vlastní imunita nebo imunita pro činy neúřední povahy) je tvořena dvěma složkami, které jsou blíže definovány v Ústavě ČR (článek 27) – přestupková imunita a trestněprávní procesní imunita. Co se týče přestupkové imunity, článek 27 odst. 3 Ústavy ČR dává senátorům a poslancům České republiky možnost vyhnout se přestupkovému řízení podle běžných pravidel a nechat se vyšetřovat pouze disciplinární komisí té komory, jejímiž jsou členy. Konkrétně je v české Ústavě řečeno: Za přestupky poslanec nebo senátor podléhá jen disciplinární pravomoci komory, jejímž je členem, pokud zákon nestanoví jinak. Výklad tohoto odstavce Ústavy ČR však není zcela možný bez uvedení do souvislosti s výše zmiňovaným zákonem o přestupcích. Jeho § 76 odst. 1 písm. c) stanoví, že senátor či poslanec musí nejprve sám požádat o to, aby byl jeho přestupek vyjmut z pravomoci a působnosti orgánů, které přestupky za normálních podmínek postihují. Teprve v takovém případě se vyšetřováním přestupku zabývá disciplinární komise komory, jejímž je daný poslanec či senátor členem. Pokud tak sám z vlastní vůle neučiní, bude za své přestupky vyšetřován a sankcionován jako každý jiný občan. Tato úprava vešla v platnost v roce 2002, kdy byl novelizován tehdejší přestupkový zákon č. 200/1990 Sb. Před touto novelou byly tedy veškeré přestupky senátorů a poslanců ČR bez výjimky projednávány imunitním a mandátovým výborem Poslanecké sněmovny či Senátu, což pochopitelně činnost těchto orgánů do značné míry zdržovalo. Pokud si tedy poslanec nebo senátor vybere projednání přestupku ve své komoře, řídí se vyšetřování přestupku ustanoveními zákona o jednacím řádu příslušné komory. Podle nich je možné uložit poslancům za přestupek napomenutí nebo pokutu až do výše, kterou za přestupek stanoví zákon.

## Přestupková imunita soudců
Podobnou imunitu jako poslanci a senátoři měli do novelizace zákona o přestupcích v roce 2008 také soudci. Přestupková imunita soudců byla upravena v § 9a tehdejšího přestupkového zákona č. 200/1990 Sb., který byl zmíněnou novelizací ze zákona zcela odstraněn. Konkrétní znění § 9a přestupkového zákona vypadalo do té doby následovně: „Podle tohoto zákona se projednávají přestupky, kterých se dopustili soudci, pokud nepožádají orgán příslušný k projednání přestupku o projednání přestupku v kárném řízení podle zvláštního právního předpisu,“ (tj. podle zákona č. 7/2002 Sb., o řízení ve věcech soudců a státních zástupců). Stejně jako poslanci a senátoři tedy i soudci museli o svou přestupkovou imunitu sami požádat.